# Le Ramier
Le Ramier est un récit d'André Gide, paru à titre posthume en 2002.
Longtemps resté inédit, ce court texte d'environ dix pages, à caractère autobiographique, relate l'une des éphémères aventures amoureuses estivales de l'auteur des Caves du Vatican. 

## Résumé
En 1907, André Gide rencontre, lors d'un bal populaire, un jeune ouvrier agricole. Lors de leur unique nuit d'amour, Gide remarque que ce dernier s'adonne à de fréquents roucoulements, d'où le titre de la nouvelle, évoquant le pigeon ramier. Quelques années après cette rencontre, le « ramier » se meurt des suites de la tuberculose.